# آرنه ترهولت
آرنه ترهولت، (۱۳ دسامبر ۱۹۴۲ - ۱۲ فوریهٔ ۲۰۲۳) سابقاً یک کارمند عالی‌رتبه و سیاستمدار اهل نروژ (عضو حزب کارگر) بود که به جرم جاسوسی محکوم شده‌ بود. وی در ۱۲ فوریه ۲۰۲۳ در سن ۸۰ سالگی در مسکو درگذشت.
طبق پرونده‌ای که به نام موضوع ترهولت معروف است. در تاریخ ۲۰ ژانویه ۱۹۸۴، آرنه ترهولت، دستگیر و به جرم جاسوسی متهم شده و در تاریخ ۲۰ ژوئن ۱۹۸۵، توسط دادگاه تجدید نظر به ۲۰ سال حبس به اتهام جاسوسی به سود اتحاد جماهیر شوروی و عراق محکوم شد.
در حکم دادگاه آمده‌است که خساراتی که متهم به منافع نروژ وارد کرده، در بعضی موارد قابل جبران نیست و در مواردی که از جنبهٔ نظری قابل جبران است، طبق برآورد یک کارشناس عالی رتبهٔ وزارت دفاع، هزینه چند سال بودجهٔ دفاعی کشور را بر ما تحمیل می‌کند.
ترهولت، هنگام دستگیری یکی از مدیران اصلی در وزارت امور خارجه بود.

## پرونده ترهولت

### ادعای بی گناهی
در طول همه این سالها، آرنه ترهولت، ادعا کرده که تهمت جاسوسی علیه وی، نا رواست؛ با این حال او ملاقات مخفی با مقامات کا گ ب را پذیرفته؛ و به تحویل اسناد محرمانه به مقامات کا گ ب و نیز دریافت پول، هم از مقامات شوروی و هم عراق، اعتراف کرده‌است. بخشی از این مبالغ به یک حساب بانکی مخفی، درکشور سوئیس سپرده شده‌است.
اطلاعاتی که ادعا می‌شود آرنه ترهولت، به نیروهای بیگانه تحویل داده؛ شامل برنامه‌های دفاعی منطقه شمال نروژ در مقابل حمله فرضی شوروی بوده‌است. طبق همین ادعا، وی همچنین اطلاعاتی در مورد ضعفها و کمبودهای مادی نیروهای مسلح نروژ و نیز صورت جلسات دیدارهای نخست‌وزیر و وزیر امور خارجه و محل ذخایر تجهیزات متحدان ناتو در نروژ را در اختیار بیگانگان قرار داده‌است. توضیحات خود این شخص، در این مورد که گویا او خود را به نوعی نمایندهٔ غیررسمی وزارت امور خارجه احساس می‌کرده‌است، طبق قضاوت دادگاه، در حکم خود بزرگ بینی تعبیر شده‌است.
در سال ۲۰۰۴، آرنه ترهولت، در کتاب خود به نام محدوده خاکستری هم به سهل انگاری فاحش در انجام وظایف شغلی و هم خود بزرگ بینی مشتبه شده بر خود، اعتراف می‌کند. در این کتاب او ادعا می‌کند که کا گ ب، از شیوه‌های پیشرفتهٔ روانی برای برانگیختن عواطف و ایجاد احساس دوستی در او بهره برده‌است.

### بخشودگی
پس از هشت سال و نیم زندان، آرنه در ۳ ژوئیه ۱۹۹۲ توسط دولت حزب کارگر در دوره نخست‌وزیری گرو هارلم بروندلاند به دلیل ضعف قوای جسمی مورد عفو قرار گرفت. پس از آزادی، ترهولت به روسیه نقل مکان کرد و یک شرکت تجاری به همراه یک ژنرال سابق کا گ ب تأسیس کرد. ترهولت بعداً در تجارت اوراق بهادار روسی از طریق اینترنت تخصص پیدا کرد. او گاهی در قبرس، جایی که بسیاری از تجار روسی زندگی می‌کنند، اقامت داشته، اما پایگاه اصلی وی مسکو بوده‌است. ترهولت چندین بار درخواست کرده که پرونده جنایی وی بازبینی شود. در سال ۲۰۱۰، یک کارآگاه خصوصی که در استخدام ترهولت بود، ادعا کرد که مدارک موجود در پروندهٔ ترهولت جعلی است. کمیسیون بازبینی پرونده‌های کیفری، به این ادعا اعتماد نکرد و درخواست تجدید نظر و فرجام را برای چهارمین بار، در تاریخ ۹ ژوئن ۲۰۱۱ رد کرد. این کارگاه خصوصی در سال ۲۰۱۶ به دلیل جعل مدارکی که قرار بود تبرئهٔ ترهولت بر اساس آن طرح شود و نیز در سال ۲۰۱۸ به جرم کلاهبرداری و جعل اسناد در چندین پرونده به سه سال زندان محکوم شد. پس از آزادی، ترهولت گهگاه در بحث‌های عمومی نروژ فعال بوده و به دلیل تبلیغات به نفع روسیه مورد انتقاد قرار گرفته‌است.

## پیشینه
آرنه ترهولت، در ۱۳ دسامبر ۱۹۴۲ در هادلند نروژ بدنیا آمد. پدر وی وزیر کشاورزی سابق نروژ، تورستین ترهولت (حزب کارگر) بود. آرنه در جوانی برای تحصیل در مدرسه کلیسای جامع اسلو از خانوادهٔ خود جدا شده و به اسلو عزیمت کرد. وی سپس در دانشگاه اسلو در رشته‌های اقتصاد اجتماعی، تاریخ سیاسی و علوم سیاسی تحصیل کرد.
ترهولت نخست، با بریت ترهولت و سپس با خبرنگار تلویزیون نروژ، کاری استورکره، که در یک مهمانی در خانهٔ یکی از مقامات بلند پایهٔ سیاسی نروژ به نام ینس اِوِنْسِن ملاقات کرده بود، ازدواج کرد. همسر وی پس از زندانی شدن ترهولت در سال ۱۹۸۴ از وی جدا شد و بعداً طلاق گرفت.
آرنه ترهولت، از سال ۱۹۶۵ تا ۱۹۷۰ به عنوان روزنامه‌نگار در هفته‌نامه حزب کارگر نروژ فعالیت مطبوعاتی داشته‌است. او ضمن مخالفت با نظامیانی که قدرت را در یونان به‌دست گرفته بودند، در تأسیس کمیتهٔ نروژی دموکراسی در یونان نیز شراکت داشته‌است.
آرنه ترهولت، همچنین اثری از آیزاک آسیموف، نویسنده روس را برای اولین بار به نروژی ترجمه کرده‌است.